# Celestino Migliore
Celestino Migliore (Cuneo, 1 de julho de 1952) é um Arcebispo católico italiano e atual Núncio Apostólico na França.

## Vida
Foi ordenado sacerdote em 25 de junho de 1977, em Cuneo, pelo Bispo Carlo Aliprandi. Mestre em Teologia e Doutor em Direito Canônico pela Pontifícia Universidade Lateranense, Migliore graduou-se na Pontifícia Academia Eclesiástica em 1977 e ingressou na carreira diplomática na Santa Sé em 1980. Trabalhou em Representações Pontifícias em Angola, Estados Unidos, Egito e Polônia. Em 14 de abril de 1992, foi apontado Observador Permanente para o Conselho da Europa em Estrasburgo. Em 21 de dezembro de 1995, passou a trabalhar como Subsecretário da Seção para as Relações com os Estados na Secretaria de Estado da Santa Sé.
Em 30 de outubro de 2002, aos cinquenta anos, Mons. Migliore foi apontado Arcebispo titular de Canosa e o quarto Observador Permanente para as Nações Unidas. Recebeu a consagração episcopal em 6 de janeiro de 2003, através do Papa João Paulo II, na Basílica de São Pedro, e tendo como principais co-consagrantes os arcebispos Leonardo Sandri e Antonio Maria Vegliò.
O Papa Bento XVI o apontou Núncio Apostólico na Polônia em 30 de junho de 2010, função que exerceu até ser indicado para a Federação Russa, em 28 de maio de 2016, pelo Papa Francisco. Em 21 de janeiro de 2017, também assumiu a nunciatura apostólica para o Uzbequistão. Foi indicado para a posição de Núncio Apostólico na França em 11 de janeiro de 2020.